# Arte islámico

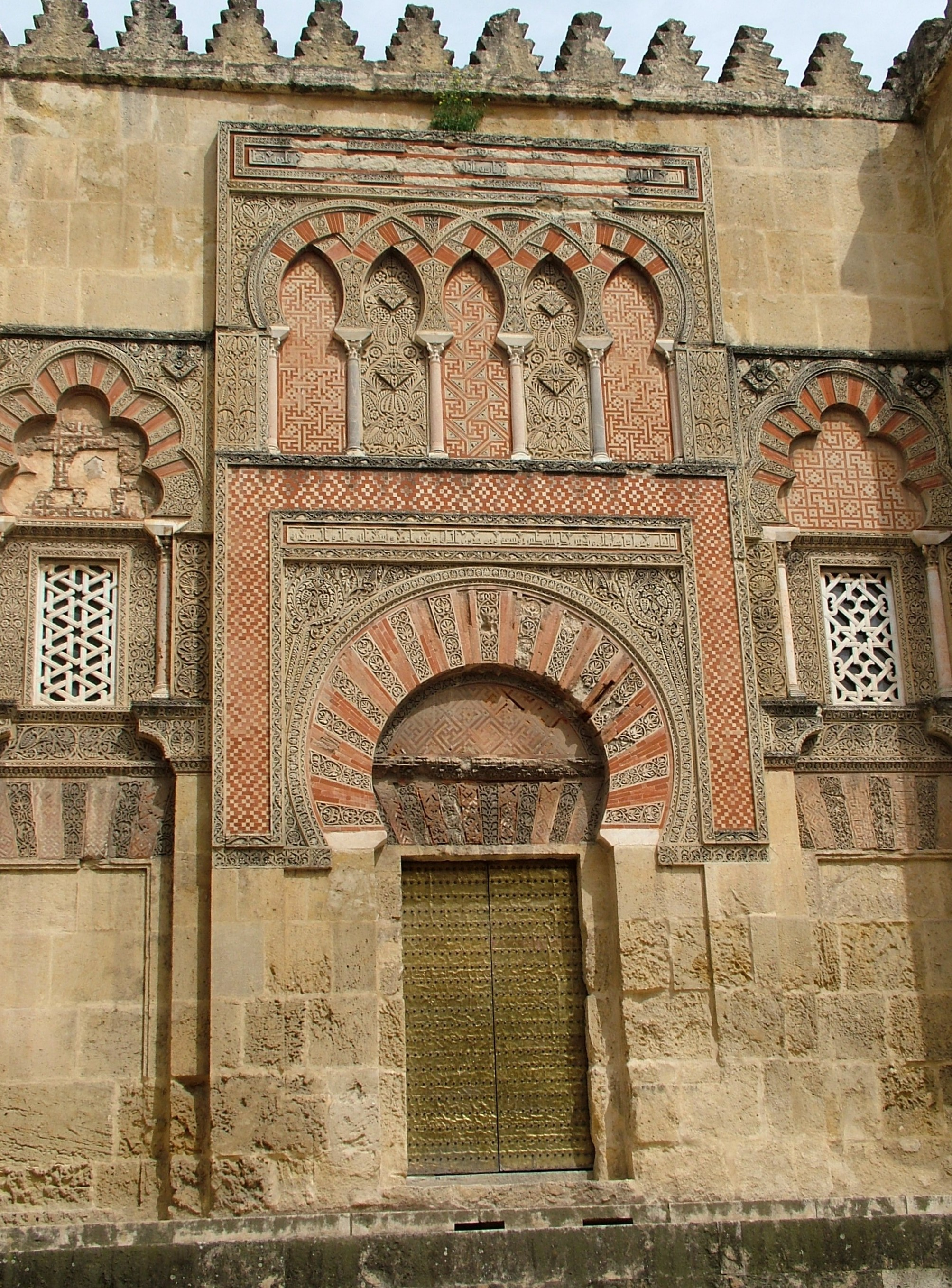
Mezquita de Córdoba.

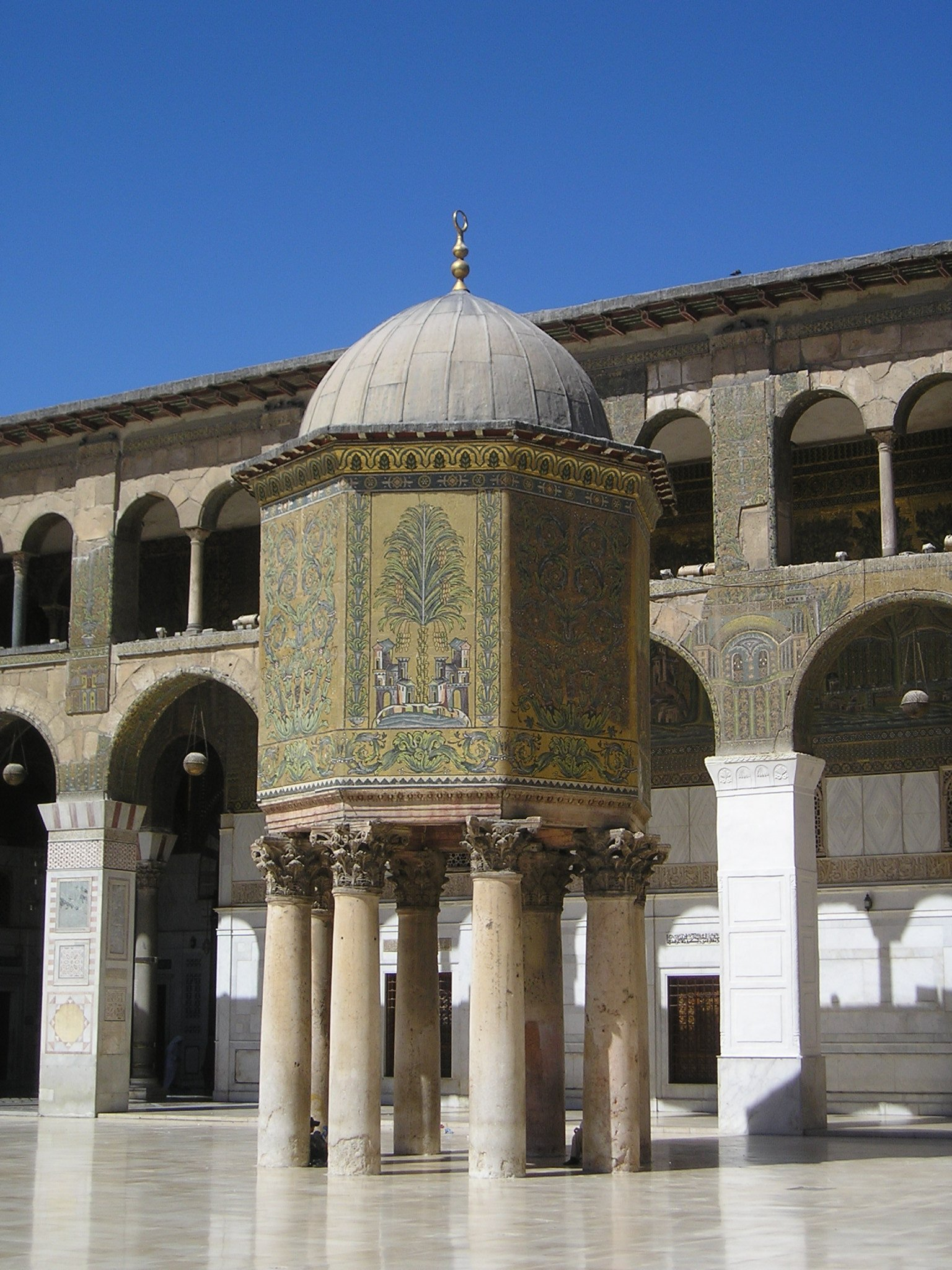
Mezquita de los Omeyas en Damasco.

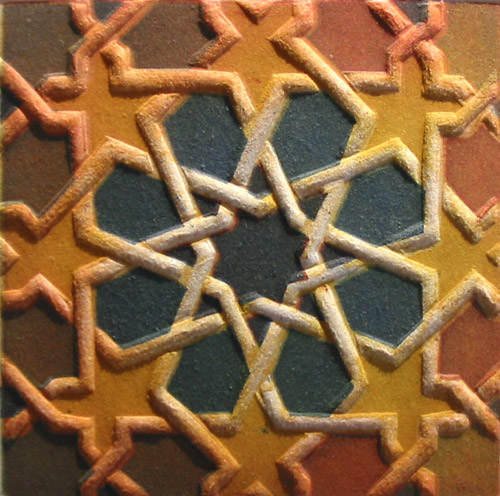
Azulejo de lacería.

Por arte islámico se conoce el estilo artístico desarrollado en la cultura generada por el mundo musulmán.
El arte islámico tiene una cierta unidad estilística, debido al desplazamiento de los artistas, comerciantes, mecenas y obreros. El empleo de una escritura común en todo el mundo islámico y el desarrollo de la caligrafía refuerzan esta idea de unidad. Concedieron gran importancia a la geometría y a la decoración, que podía ser de tres tipos:
- Caligrafía cúfica: mediante versículos del Corán.
- Lacería: mediante líneas entrelazadas formando estrellas o polígonos.
- Ataurique: mediante dibujos vegetales.

En arquitectura, crearon edificios con funciones específicas tales como mezquitas y madrazas, siguiendo el mismo patrón básico, aunque con diferentes formas. Prácticamente no hay arte de la escultura pero las realizaciones de objetos de metal, marfil o cerámica alcanzan con frecuencia una alta perfección técnica. Existe también una pintura y una iluminación en los libros sagrados y profanos.

## Caracterización
En ocasiones, y de manera errónea, también se hace referencia al arte islámico como arte árabe. Este error procede de una utilización inexacta de su significado, puesto que de las dos acepciones del término árabe, una es geográfica, aplicable a los naturales de Arabia, mientras que la otra es lingüística, referida los que hablan la lengua árabe de su cultura. El arte musulmán o arte islámico de la península ibérica recibe la denominación de arte hispanomusulmán.

## El islam
La era islámica, Hégira, comienza en el año 622, fecha en que mahoma marcha de La Meca a Medina huyendo de la intransigencia mostrada por su predicación. A partir de esa fecha, junto a la fe religiosa, surgieron unas nuevas actitudes sociales y políticas que, en menos de un siglo, se expandieron desde el golfo de Bengala hasta el océano Atlántico.
El islam (‘paz, a través de la obediencia con amor a Dios’) tiene como base espiritual (o metafísica) un libro sagrado, denominado el Corán, que recoge la palabra de Allah (Dios), revelada de forma directa a Mahoma, el último mensajero del islam, a lo largo de su vida, a través de pequeños versículos. La comunicación del mensaje divino fue realizada en lengua árabe (debido a que, en aquellos tiempos, el pueblo árabe era uno de los pueblos más nobles, honestos y sinceros que había sobre la faz de la Tierra. No obstante, el mensaje divino ya se había enviado a otros pueblos y en otras lenguas, con anterioridad al pueblo árabe, como la Torá para el pueblo judío y la Biblia para el pueblo cristiano), tras lo cual pasó a convertirse en el idioma oficial y en el vehículo de unidad.
Además del Corán existe otra fuente primordial que se conoce con el nombre de sunna (costumbre, hábito o manera), relacionada con la figura del profeta. La sunna se configura a base de hadiz o conjunto de actos o dichos de Muhammad, constituyendo una auténtica ciencia de la tradición.
Todo musulmán (muslim) tiene que realizar cinco manifestaciones o actos en las que se recogen básicamente el contenido dogmático de la religión y sus aspectos de culto o rito. Son los conocidos como pilares del islam: profesión de fe, oración, limosna, ayuno y peregrinación a La Meca. Cada uno de ellos tiene una especial incidencia en las expresiones artísticas. La profesión de fe o sahada (No hay más Dios que Dios y Muhammad su profeta) explicita la no existencia del concepto de encarnación del cristianismo e hinduismo, al mismo tiempo que proclama que Muhammad es sólo el mensajero de Dios. Ello comporta la primacía del mensaje sobre el mensajero, del mismo modo que es, sin duda, la clave para el desarrollo que adquiere la escritura como motivo decorativo -la epigrafía- dentro del arte islámico. Refleja, al mismo tiempo, la tendencia anicónica latente en el islam desde los primeros momentos, si bien, no por ello, la figuración dejó de contar con cierta presencia aunque en ámbitos restringidos. Esta tendencia anicónica propiciará el gran desarrollo de motivos geométricos y vegetales con un grado de abstracción cada vez mayor que, junto a los epigráficos, definirán la ornamentación en el arte islámico.
La oración o salat es el precepto según el cual los musulmanes deben orar regularmente cinco veces al día. Ello exige un estado de limpieza ritual o abluciones, un espacio suficiente para prosternarse e inclinar la cabeza hasta el suelo y una correcta orientación hacia La Meca. Consecuencia de estas obligaciones es la existencia de un edificio, la mezquita (masyid o lugar para prosternarse) con un muro qibla donde se halla el mihrab o nicho que señala la correcta orientación a La Meca. Las mezquitas suelen contar con un patio (sahn) en el que existe una fuente (mida) para las abluciones o limpieza corporal. Otros elementos asociados son el minbar o especie de púlpito con gradas para el jutba (sermón del viernes), la maqsura o acotamiento destinado a las autoridades, el alminar (manara) desde cuya azotea el muecín llama a la oración y también utilizan las alfombras de oración (sayyada) para mayor limpieza en el desarrollo de la oración.
La obligación de dar limosna (zakat) produce en el terreno artístico la fundación de instituciones de caridad como madrasas o escuelas teológicas donde se enseña el Corán, maristan u hospitales, hamman o baños y fuentes públicas. El ayuno (sawn) durante el mes de Ramadán, noveno del calendario lunar islámico, tiene menor trascendencia artística aunque puede concretarse en ciertos objetos realizados para las fiestas de ruptura del ayuno celebradas al final del Ramadán.
El último precepto, la peregrinación a La Meca (hayy), al menos una vez en la vida, permite el intercambio de ideas entre los países más alejados, la producción de obras especiales como los paños que el califa envía anualmente para cubrir La Kaaba o los certificados ornamentales de la peregrinación.
La religión, así pues, constituye el gran elemento unificador del amplio territorio y el dilatado marco temporal -siglo VII hasta la actualidad- por el que se ha expandido el islam. No obstante, este desarrollo espacio- temporal ha generado una enorme variedad de manifestaciones artísticas. Lógicamente, las condiciones geográficas - desde desiertos a zonas mesetarias o montañosas- así como los factores históricos y los consiguientes sustratos de civilización preexistentes en cada ámbito cultural han incidido de forma decisiva en las expresiones artísticas, determinando su diferente evolución y sus distintas peculiaridades. Sin embargo, estos condicionamientos y la asimilación de rasgos de todas aquellas culturas con las que ha ido manteniendo contacto, no ha llevado al arte islámico a convertirse en una mera repetición de formas y elementos ajenos. Al contrario, mediante la selección de entre un vasto repertorio y su utilización adecuada a su diferente función, ha logrado un arte profundamente original.

## Historia del arte islámico

### Los inicios del arte islámico (siglos del VII al IX )

#### Antes de las dinastías
Poco se sabe sobre la arquitectura antes de la dinastía Omeya. El primero y más importante edificio islámico es, sin duda, la casa del Profeta en Medina. Esta casa, más o menos mítica, fue el primer lugar donde los musulmanes se reunieron para rezar, aunque la religión musulmana cree que la oración se puede hacer en cualquier lugar.
La casa del Profeta tuvo una gran importancia para la arquitectura islámica, puesto que establece el prototipo de la mezquita de diseño árabe, formada por un patio con una sala de oración hipóstila. Este modelo, adaptado a la oración, no nació de la nada, podría estar inspirado por el templo de Husa ( Yemen, siglo II a. C. ) o por la sinagoga Dura Europos ( renovada en el año 245). Construida con materiales perecederos (madera y barro), la casa del Profeta no sobrevivió por mucho tiempo, pero está descrita con detalle en las fuentes árabes. Actualmente, la Mezquita del Profeta se eleva en el lugar donde supuestamente se encontraba la casa de Mahoma.
Los primeros objetos islámicos son muy difíciles de distinguir de los objetos de épocas anteriores sasánidas y bizantinas, o ya omeyas. De hecho, el islam nació en efecto, en las zonas donde el arte parece haber sido poco abundante, pero rodeadas de imperios notables por su producción artística. Es por ello que, en los inicios del islam, los artistas islámicos usaron las mismas técnicas y los mismos motivos que sus vecinos. Se conoce, especialmente, una abundante producción de cerámica sin brillo, como lo demuestra un célebre tazón que se conserva en el Museo del Louvre, cuya inscripción nos asegura que su fabricación se remonta a la época islámica. El tazón proviene de uno de los pocos lugares arqueológicos que realiza un seguimiento de la transición entre el mundo preislámico y el islam: El de Susa en Irán.

#### El arte omeya

Mezquita de los Omeyas en Damasco.

Entre los Omeyas, la arquitectura religiosa y civil crece con la introducción de nuevos conceptos y diseños. De este modo, el plano árabe, con patio y sala de oración hipóstila, se convierte en un plano-modelo a partir de la construcción, en el lugar más sagrado de la ciudad de Damasco - en el antiguo templo de Júpiter y en el lugar donde estuvo la Basílica de San Juan Bautista - de la Gran Mezquita de los Omeyas. El edificio fue un importante hito para que los constructores (y los historiadores del arte) situaran allí el nacimiento del plano árabe. Sin embargo, recientes trabajos de Myriam Rosen-Ayalon nos sugieren que el plano árabe nació un poco antes, con el primer proyecto que se hizo para construir la Mezquita de Al-Aqsa en Jerusalén.
La Cúpula de la Roca en Jerusalén es, sin duda, uno de los edificios más importantes de toda la arquitectura islámica, caracterizado por una fuerte influencia bizantina ( mosaicos con fondo de oro, plano centrado que recuerda el del Santo Sepulcro ), pero que ya tiene elementos puramente islámicos, como el gran friso con inscripciones religiosas del Corán. Su modelo no se propagó, y el que Oleg Grabar considera como el primer monumento que fue una gran creación estética del islam, quedó sin posteridad.
Los Castillos del desierto en Jordania nos ofrecen mucha información sobre la arquitectura civil y militar de la época, aunque su función exacta está aún en estudio: ¿parada para las caravanas, lugares de descanso, residencias fortificadas, palacios con fines políticos que permitían la reunión entre el califa y las tribus nómadas? Los especialistas se esfuerzan por descubrirla, y parece que su uso ha variado en función del lugar donde se encuentren. Anjar fue una ciudad encontrada completa y que nos informa sobre un tipo de urbanismo aún muy cercano al de la antigua Roma, con cardo y decumano, como en Ramla.
Además de la arquitectura, los artesanos trabajaban la cerámica, a menudo no esmaltada, a veces con un vidriado monocromo transparente, verde o amarillo, y también trabajaron el metal. Sigue siendo muy difícil diferenciar estos objetos de los del período preislámico, los artesanos reutilizaron elementos occidentales (follaje vegetal, hojas de acanto, etc) y sasánidas.
En la arquitectura como en las artes mobiliarias , los artistas y artesanos omeyas no inventaron nuevas formas o métodos, sino que reutilizaron de manera espontánea las de la Antigüedad tardía mediterránea e iraní y las adaptaron a su diseño artístico, por ejemplo, mediante la sustitución en la gran mezquita de Damasco de los elementos figurativos que tenían los mosaicos bizantinos, por dibujos de árboles y ciudades. En los castillos del desierto se reflejan en particular estos préstamos y adaptaciones. La mezcla de tradición y readaptación de motivos y elementos arquitectónicos, fue creando, poco a poco, un arte típicamente musulmán, palpable sobre todo en la estética de los arabescos, presente a la vez que en los monumentos en los objetos o en las páginas de los Coranes iluminados.

#### El arte abásida

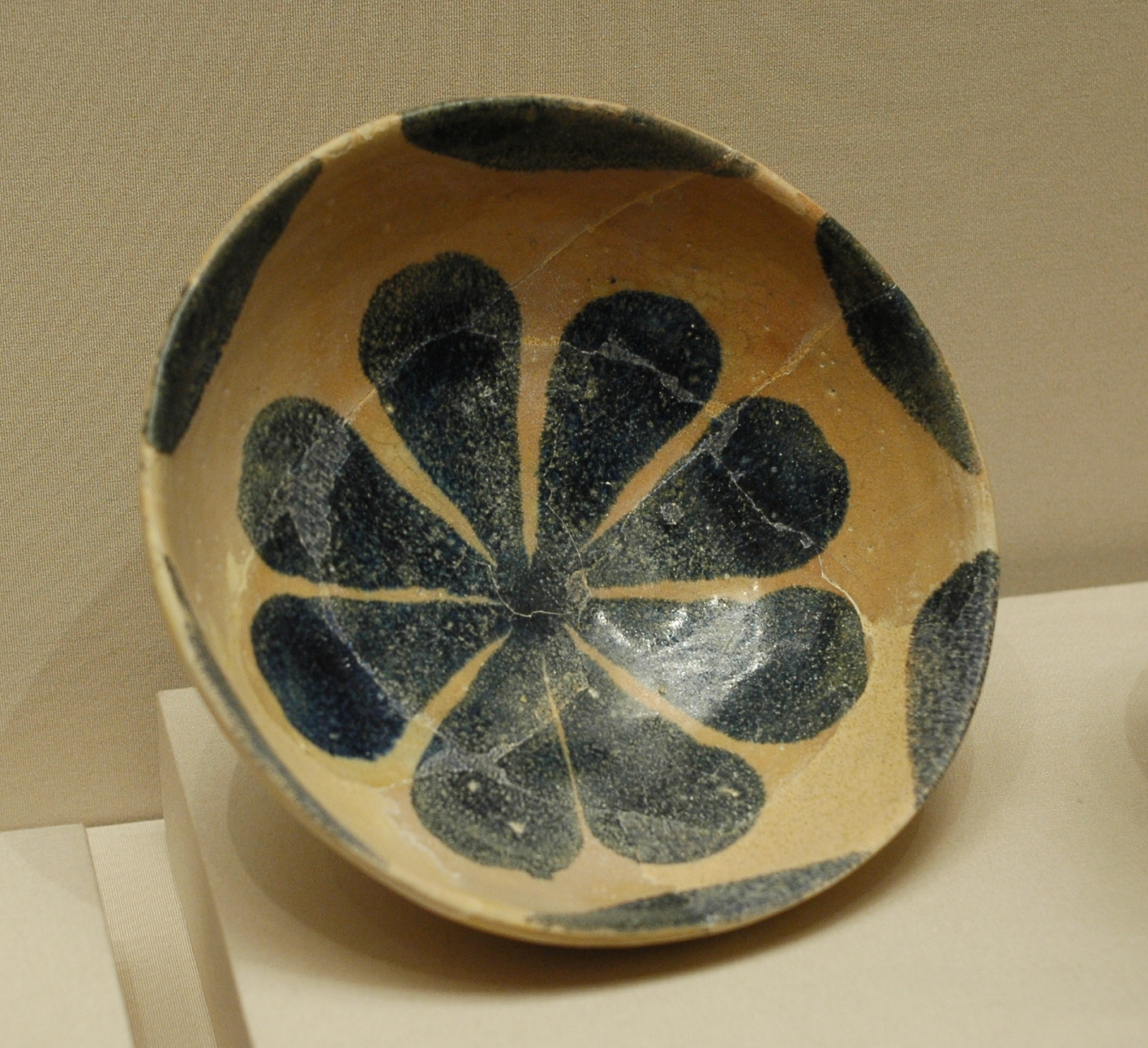
Copa con pétalos de rosa, (/), Irán.

Con el desplazamiento de los centros de poder hacia el este, dos ciudades que serían sucesivamente capitales del califato cobraron gran importancia: Bagdad y Samarra en Irak. La ciudad de Bagdad no ha podido ser excavada porque está cubierta por la ciudad contemporánea. La conocemos por varias fuentes, que la describen como una ciudad circular en cuyo centro se construyeron grandes mezquitas y palacios. Samarra ha sido objeto de varias excavaciones, especialmente de Ernst Herzfeld y más recientemente de Alastair Northedge. Creada por Al-Mutasim, en el año 836, abarca unos treinta kilómetros 2, y tenía además de muchos palacios, dos grandes mezquitas y varios cuarteles. Abandonada definitivamente a la muerte de Al-Mu'tamid en el año 892 nos ofrece un hito cronológico fiable.
Samarra nos ha proporcionado una gran cantidad de mobiliario, especialmente estuco que servía como decoración arquitectónica y cuyos motivos pueden servir para la datación aproximada de los edificios. El estuco también se encuentra en el arte mobiliario desde el Egipto tulunida hasta Irán, sobre todo acompañando a la madera en la decoración.
El arte de la cerámica conoció por lo menos dos grandes innovaciones: la invención de la fayenza y la cerámica de brillo metálico que perdurarán durante mucho tiempo después de la desaparición de la dinastía. En el islam, se llama faience a una masa de pasta arcillosa, cubierta con un esmalte opaco tratado con óxido de estaño, y decorada. Las imitaciones de porcelana china se multiplicaron entonces gracias al óxido de cobalto, utilizado desde el siglo VIII en Suse, y que permite decorados en azul y blanco. El repertorio de motivos es todavía bastante limitado: motivos vegetales e inscripciones.
El brillo metálico habría nacido en el siglo IX, tal vez por la incorporación a la cerámica de un producto ya existente y que era utilizado en el vidrio. La cronología de esta invención y de los primeros siglos es muy difícil y ha dado lugar a muchas controversias. Los primeros brillos metálicos serían policromados, sin imágenes y a partir del siglo X pasarían a ser figurativos y monocromos, si hemos de creer la opinión más comúnmente aceptada, que se basa, en parte, en el mihrab de la Mezquita de Kairuán.
También se producía vidrio transparente u opaco, decorado por soplado en un molde o mediante la adición de otros elementos. Hay varios ejemplos de tallado de vidrio, el más famoso es probablemente el tazón de las liebres, que se conserva en el tesoro de San Marcos en Venecia., y la decoración arquitectónica en este material que ha sido hallada en Samarra.

### La época medieval (sigloIX–sigloXV)
Desde el siglo IX el poder de la dinastía Abbasida es desafiado en las provincias más alejadas del centro de Irak. La creación de un califato chií rival, el califato de la dinastía fatimí, seguido del califato de los Omeyas de España, dio cuerpo a esta oposición. También aparecieron pequeñas dinastías de gobernadores autónomos en Irán.

#### España y el Magreb

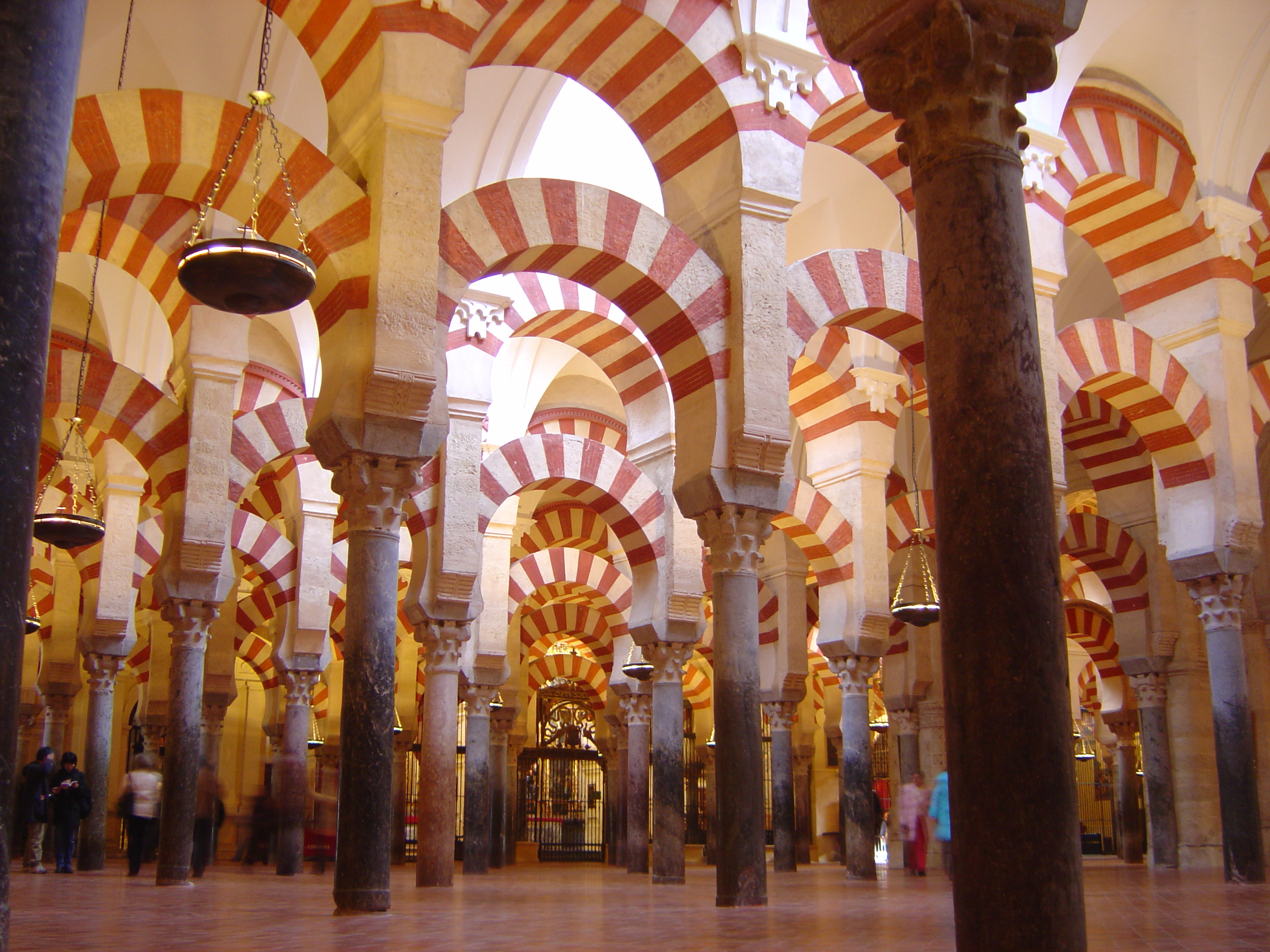
Gran Mezquita de Córdoba, sala de oración.

La primera dinastía que se instaló en la península ibérica (en al-Ándalus) fue la de los Omeyas de España. Como su nombre indica, este linaje desciende del de los grandes Omeyas de Siria, diezmado en el siglo IX. La dinastía Omeya en España fue sustituida después de su caída por diversos reinos independientes, los reyes de taifas (1031 - 1091), pero la producción artística en este período no difiere demasiado tras este cambio político. Al final del siglo XI, dos tribus bereberes tomaron sucesivamente el poder en el Magreb y en España, entonces en plena Reconquista, los almorávides y los almohades del norte de África, que aportaron su influencia magrebí al arte. 
Sin embargo, los reyes cristianos fueron conquistando la España islámica, que quedó reducida a la ciudad de Granada en el siglo XIV con la dinastía Nazarí, que consiguió mantenerse hasta el año 1492.

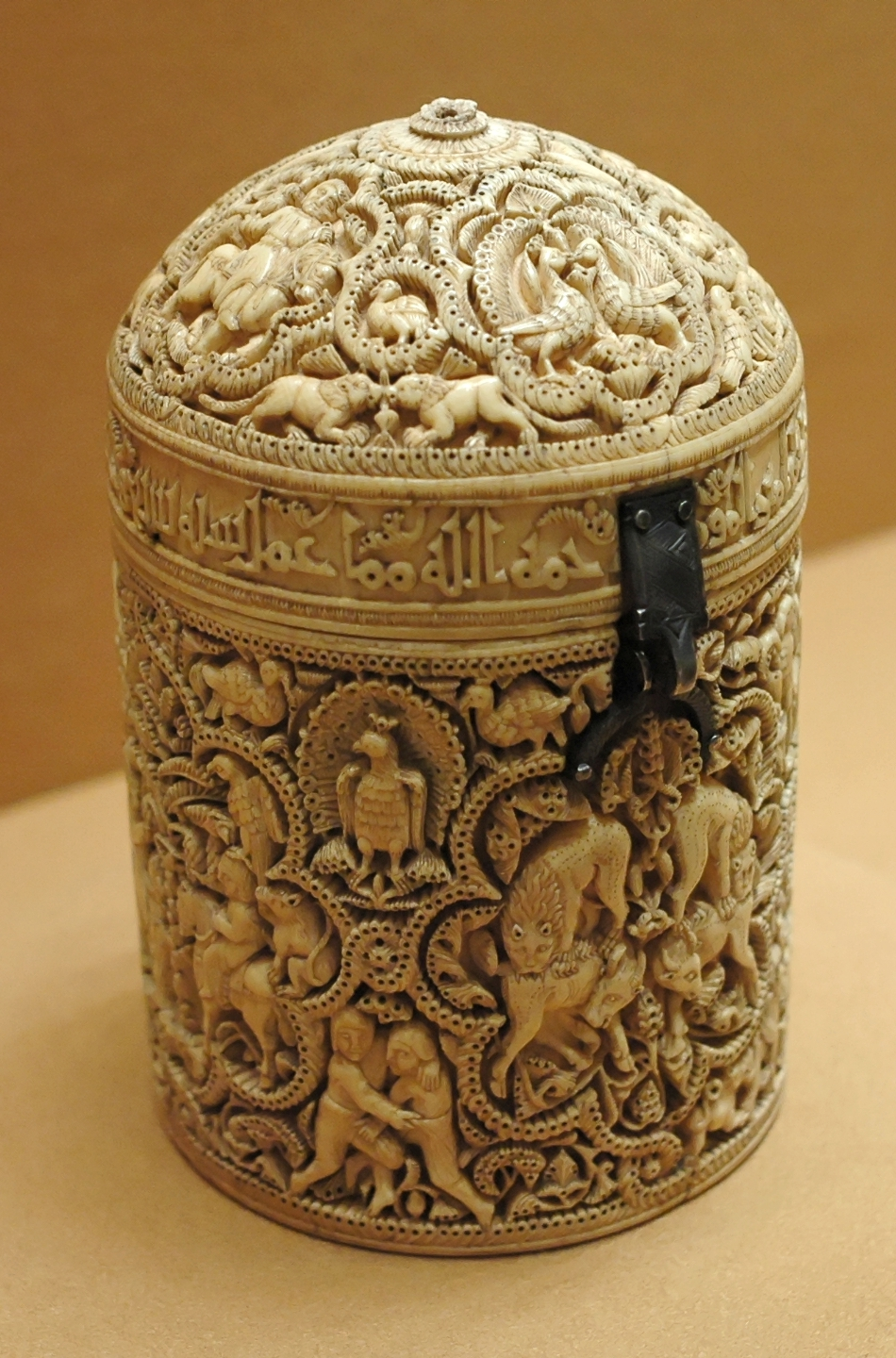
Píxide de Al-Mughira, 968, caja de marfil omeya expuesta en el Museo del Louvre.

En el Magreb, los meriníes tomaron la antorcha de los almohades en el 1196. Desde su capital Fez participaron en muchas expediciones militares, tanto en España como en Túnez, de donde no pudieron desalojar a los hafsides, una pequeña dinastía firmemente establecida allí. Los meriníes vieron disminuir su poder a partir del siglo XV y fueron sustituidos de forma definitiva por la dinastía Sharifs en el 1549. La dinastía Hafsides gobernó hasta su desalojo por los turcos Otomanos en el 1574.
Al-Andalus fue un lugar de gran cultura en la época medieval. Además de importantes universidades como la de Averroes, que permitió la difusión de la filosofía y la ciencia desconocida para el mundo occidental, este territorio fue también un lugar en el que floreció el arte. En arquitectura, es evidente la importancia de la Gran Mezquita de Córdoba, pero esto no debería eclipsar otros logros como la mezquita de Bab al-Mardum en Toledo o la ciudad califal de Medina Azahara. También es especialmente importante el palacio de la Alhambra en Granada. Varios rasgos caracterizan la arquitectura de España: los arcos de herradura derivados de modelos romanos y visigodos. Los arcos polilobulados, muy habituales y que son típicos de toda la época islámica. La forma del mihrab, como una pequeña habitación, es también un rasgo bastante característico de España.

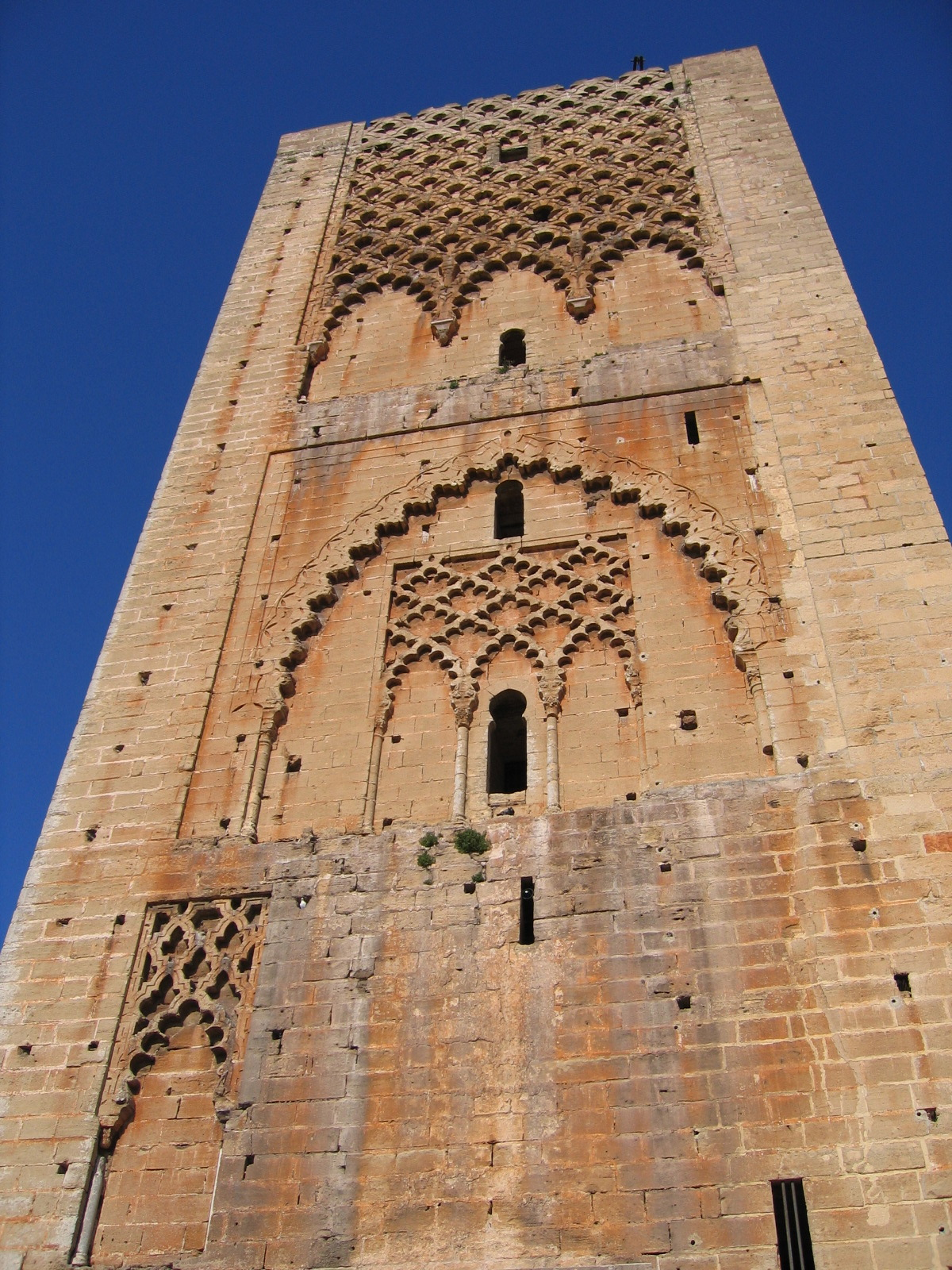
Torre Hasán en Rabat (Marruecos).

Entre las técnicas que utilizaron para la fabricación de objetos, el marfil fue ampliamente utilizado para la fabricación de cajas y cofres. La Píxide de Al-Mughira es una obra maestra, con muchas escenas figurativas y difíciles de interpretar.
Los tejidos, de sedas, en particular, fueron en su mayor parte exportados y se pueden encontrar en muchos tesoros de las iglesias occidentales envolviendo los huesos de los santos. En la cerámica, predominaron las técnicas tradicionales, sobre todo el brillo metálico, que se usó en las baldosas o en una serie de vasos conocida como vasos de la Alhambra. A partir del reinado de las dinastías magrebíes, también hubo un gusto por trabajar la madera, tallada y pintada: el Minbar de la mezquita de Kutubiyya de Marrakech, datado en 1137, es uno de los mejores ejemplos.
La arquitectura de África del Norte es relativamente desconocida por falta de investigación después de la descolonización. Las dinastías almorávides y almohades se caracterizan por una búsqueda de austeridad que se ejemplifica en las mezquitas con las paredes desnudas. Las dinastías merinides y hafsides patrocinaron una arquitectura muy importante pero poco conocida y un notable trabajo en madera pintada, tallada y taraceada.

#### Egipto y Siria

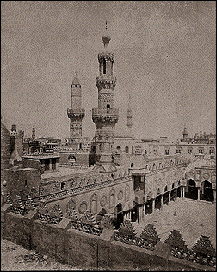
Mezquita de al-Azhar, patio.

La dinastía fatimí, que es una de las pocas dinastías del mundo islámico chiita, gobernó en Egipto entre el 909 y el 1171. Nacida en Ifriqiya en el 909, llegó a Egipto en el 969, donde fundó la ciudad califal de El Cairo, al norte de Fustat, que siguió siendo un importante centro económico. Esta dinastía alumbró una importante arquitectura religiosa y profana, cuyos restos incluyen las mezquitas de al-Azhar y al-Hakim, y las murallas de El Cairo, construidas por el visir al-Badr Jamali. También fue el origen de una rica producción de objetos de arte en una amplia gama de los materiales: madera, marfil, cerámica pintada con esmalte brillante, plata, incrustaciones de metal, vidrio opaco, y sobre todo, cristal de roca. Muchos artistas eran cristianos coptos, como lo demuestran las numerosas obras con iconografía cristiana.
 Estos constituían la religión mayoritaria durante el reinado particularmente tolerante de los fatimitas. El arte se caracteriza por una rica iconografía, que explota mucho la figura humana y animal en las representaciones animadas, que tiende a liberarse de elementos puramente decorativos, como las manchas de color en la cerámica esmaltada. Se enriqueció, tanto estilística como técnicamente, a través de sus contactos con las culturas de la cuenca mediterránea, sobre todo Bizancio. La dinastía fatimita fue también la única que produjo escultura, a menudo en bronce.
Al mismo tiempo, en Siria, asumieron el poder los atabegs, es decir, los gobernadores árabes de los príncipes selyúcidas. Muy independientes, se apoyaron en la enemistad entre los príncipes turcos y ayudaron en gran parte a los cruzados francos. En 1171, Saladino tomó el Egipto fatimida, y puso en el trono a la efímera dinastía ayubida.
Este período no fue muy rico en arquitectura, lo que no impidió la renovación y mejora de las defensas de la ciudad de El Cairo. La producción de objetos valiosos no se detuvo. La cerámica pintada con esmaltes brillantes, y con incrustaciones de metal de alta calidad se siguieron produciendo y el vidrio esmaltado surgió a partir del último cuarto del siglo XII, como se ve en una serie de vasos y botellas de este período.

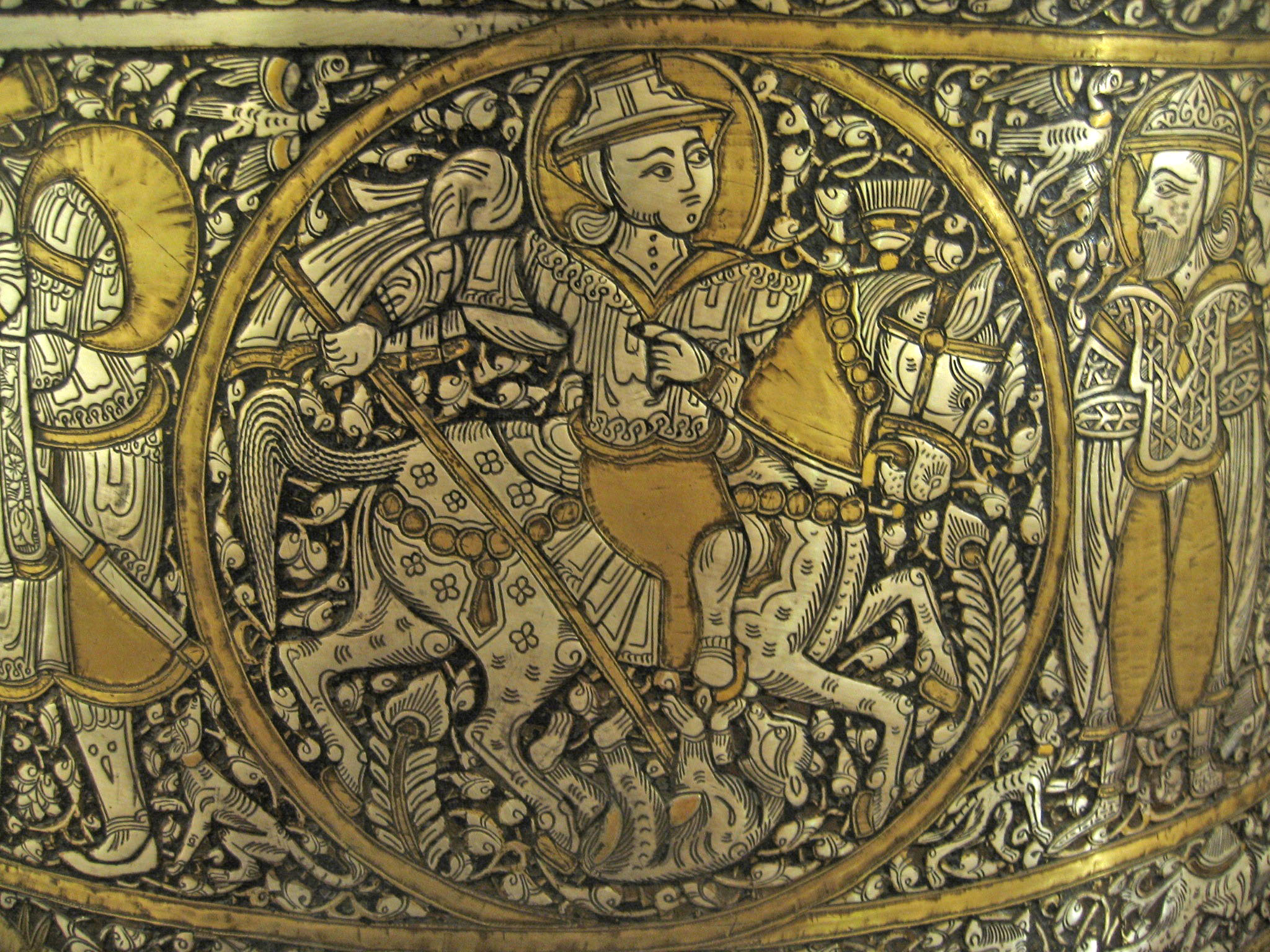
Baptisterio de San Luis, arte Mameluco (principios de .).

Los Mamelucos arrebataron el poder a los Ayyubidas de Egipto en el año 1250 y se instalaron en el 1261 en Siria, derrotando a los mongoles. No son, estrictamente hablando, una dinastía, porque los soberanos no reinan de padre a hijo: de hecho, los Mamelucos son esclavos turcos liberados, que (en teoría ) comparten el poder entre compañeros de libertad. Este gobierno paradójico se sostuvo casi tres siglos, hasta el 1517, y dio lugar a una arquitectura muy abundante en piedra, compuesta por grandes complejos hechos para los sultanes o emires, especialmente en El Cairo. La decoración se realiza con incrustaciones de piedras de diferentes colores, así como con un exquisito trabajo en madera que consistió en incrustaciones de motivos geométricos radiantes hechos en marquetería. Se utilizó también el esmalte y el vidrio, y lo que es más importante, las incrustaciones de metal: de este período data el Baptisterio de San Luis, uno de los objetos islámicos más famosos, realizado por el oefebre Muhammad ibn al- Zayn

#### Irán y Asia central

##### LosIl-khanides

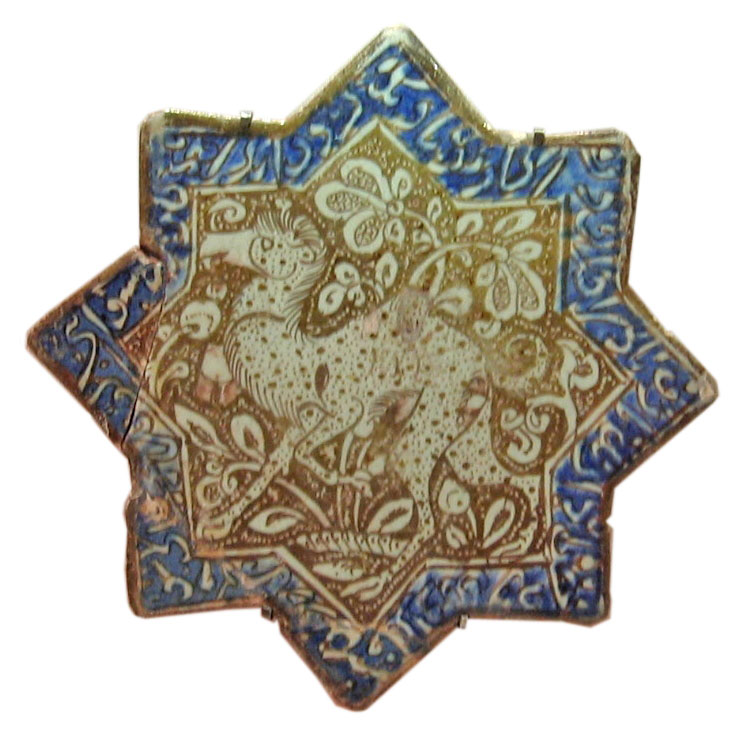
Azulejo esmaltado del camello, Irán.. Museo del Louvre.

Bajo estos pequeños khanes, originalmente sometidos al emperador Yuan, pero rápidamente independizados, se desarrolló una rica civilización. La actividad arquitectónica se intensificó a medida que los mongoles se hicieron sedentarios y siguió estando más o menos marcada por las tradiciones de los nómadas, como queda demostrado en la orientación norte - sur de los edificios. Sin embargo, existe una importante influencia persa y la vuelta a las tradiciones ya establecidas, como el plano iraní. La tumba de Oldjaïtou en Sultaniya fue uno de los monumentos más impresionantes de Irán, pero lamentablemente está muy deteriorado y casi destruido. También, durante esa dinastía nació el arte del libro persa, en importantes manuscritos como el Jami al-tawarikh mandado hacer por el visir Rashid al-Din.
Aparecieron nuevas técnicas en la cerámica, como la de lajvardina, y se ven influencias chinas en todas las artes.

##### La Horda de Oro

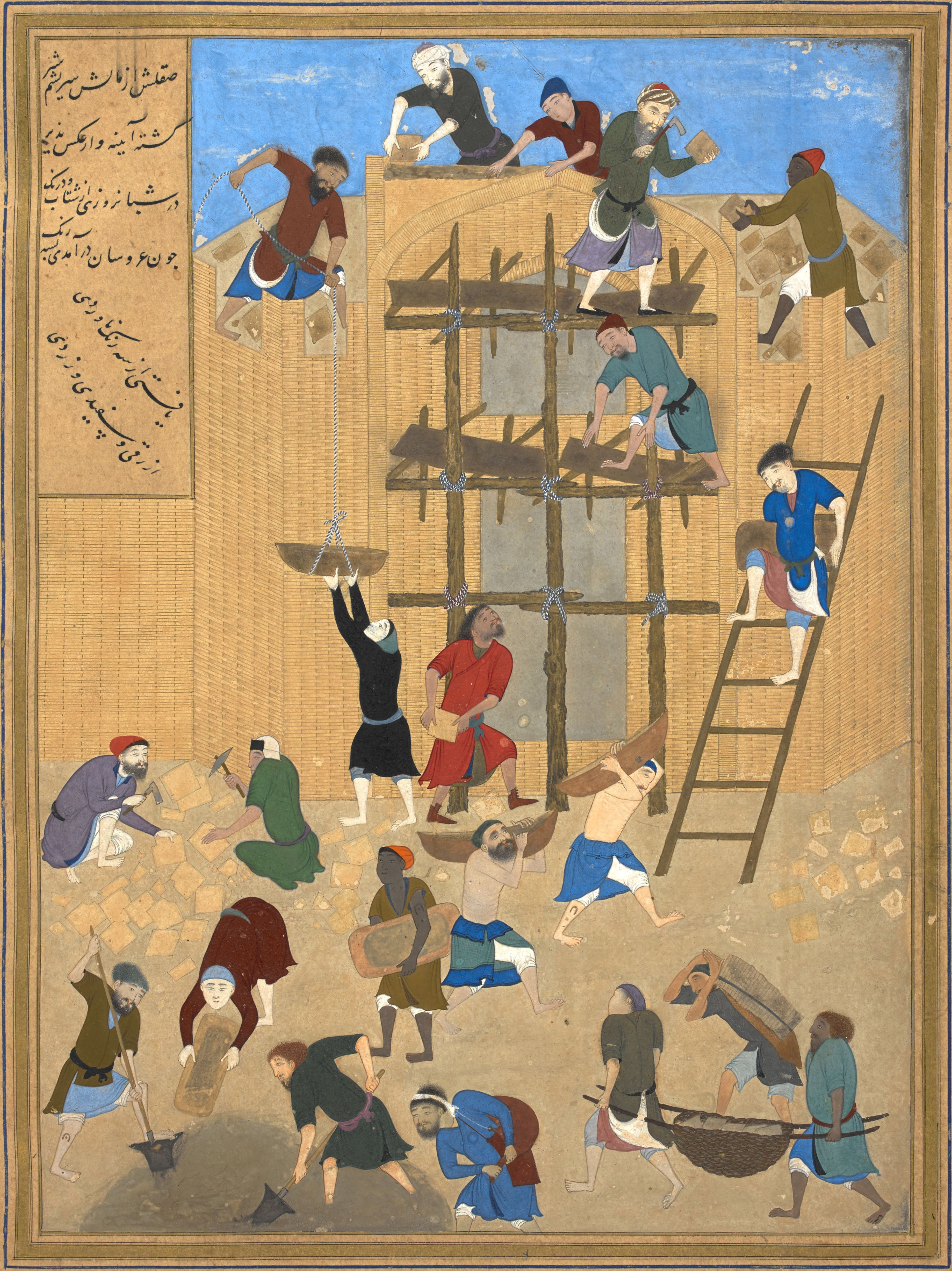
La construcción de un muro, de Behzad.

El arte de estos nómadas es muy poco conocido. Los investigadores, que apenas están empezando a interesarse en ellos, han descubierto que hubo una planificación urbana y una arquitectura en estas regiones. Se desarrolló también una importante orfebrería y la mayor parte de sus obras muestran una fuerte influencia china. Conservadas en el Museo del Hermitage de San Petersburgo, apenas comienzan a ser estudiadas.
Fue la tercera invasión de los nómadas, la de las tropas de Tamerlán, la que fundó el tercer gran período medieval iraní: el de los Timurides. El desarrollo en el siglo XV de esta dinastía, dio lugar a la cúspide del arte del libro persa, con pintores como Behzad, y muchos mecenas. La arquitectura y el urbanismo persa, a través de monumentos como los de Samarcanda, en particular, experimentaron igualmente una edad de oro. La decoración en cerámica y las bóvedas con mocárabes son particularmente impresionantes. Existe una fuerte influencia del arte del libro y de China en todos los demás ámbitos. Es, en parte, el período Timurida el que dio cohesión al arte persa, permitiéndole florecer más tarde en el gran imperio de los Sefávidas.

#### Anatolia
Continuando en su impulso, los turcos seldyúcidas continuaron sus conquistas hasta Anatolia. Después de la batalla de Manzikert en 1071 formaron un sultanato independiente del de sus primos iraníes. Su poder parece extenderse desde 1243 hasta las invasiones mongolas, pero las monedas siguieron siendo acuñadas con sus nombres hasta el año 1304. La arquitectura y los objetos sintetizan los distintos estilos, tanto de Irán como de Siria. El arte del trabajo de la madera dará obras maestras, y sabemos de un único manuscrito ilustrado que data de ese periodo.
Los turkmecos, que son nómadas en la región del lago Van, son muy poco conocidos. Se les conocen, sin embargo, varias mezquitas como la Mezquita Azul de Tabriz y tendrán una influencia decisiva tanto en Anatolia, después de la caída de los Seldjoukidas de Rum, como en Irán durante la dinastía Timurida. En efecto, a partir de siglo XIII, Anatolia estaba dominada por pequeñas dinastías turcomanas, que decidieron apropiarse gradualmente de los territorios bizantinos. Poco a poco surge una dinastía: la de los Otomanos, los llamados "primeros Otomanos" antes de 1453. Patrocinaron sobre todo la arquitectura, donde se busca la unificación de los espacios mediante el uso de cúpulas. En la cerámica también se sentaron las bases para lo que se convertiría en el arte otomano propiamente dicho con la cerámica de Mileto y los primeros azules y blancos anatolios.

#### India

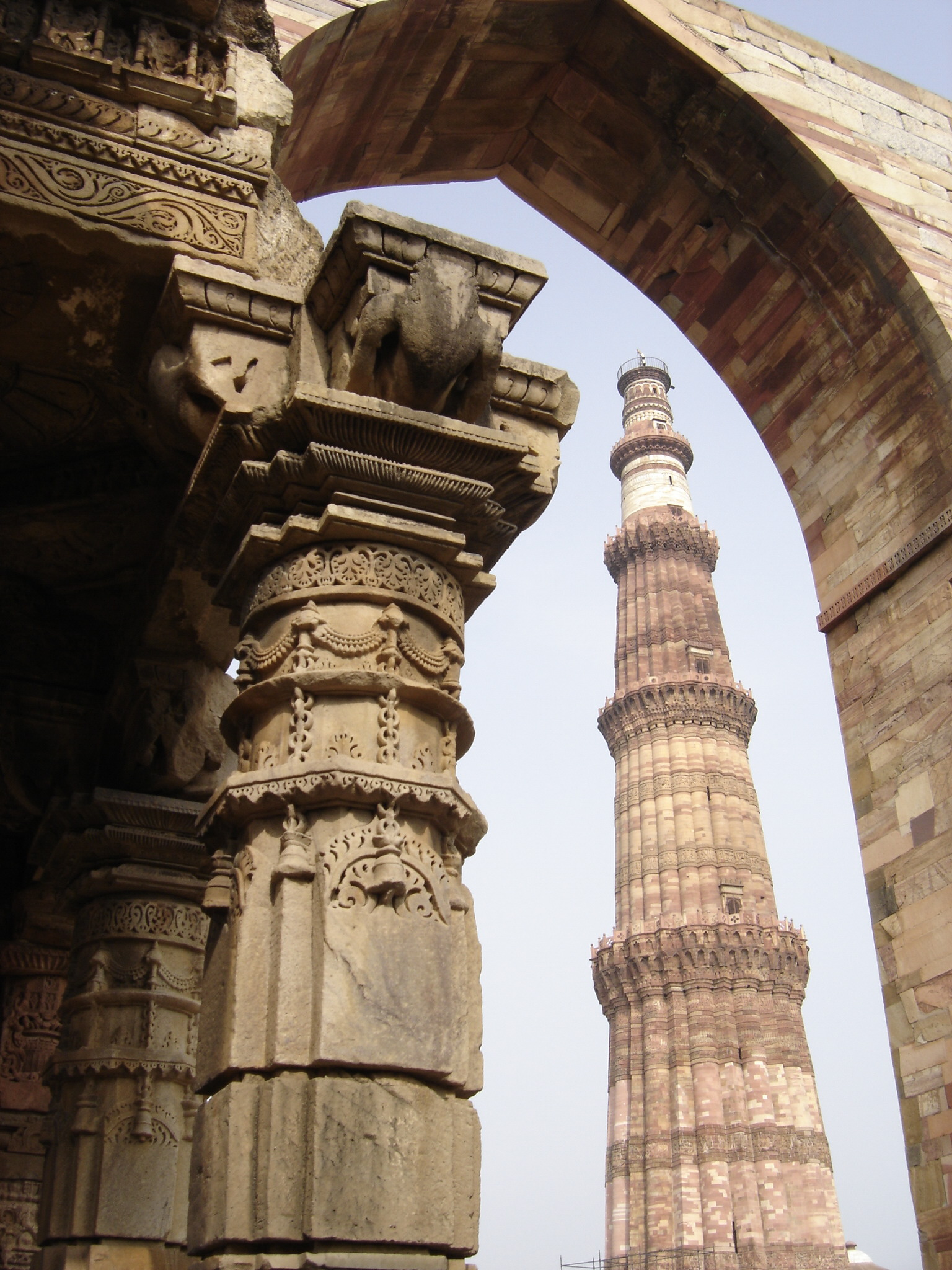
Mezquita de Quwwat al-Islam, en Delhi.

La India, conquistada por los gaznávidas y gúridas en el siglo IX, no se independizó hasta el año 1206 cuando los Muizzî o reyes-esclavos, llegaron al poder, marcando el nacimiento del sultanato de Delhi. Más tarde, surgieron otros sultanatos competidores en Bengala, Cachemira, Guyarat, Jawnpur, Malwa y en el norte del Deccan (Bahmanidas). 
Se alejaron gradualmente de las tradiciones persas, dando nacimiento a una arquitectura y un urbanismo originales teñidos de sincretismo con el arte hindú. La producción de objetos está poco estudiada hasta este momento, pero sabemos de un importante arte del libro. El período de los sultanatos termina con la llegada de los Mogoles que poco a poco conquistaron toda la región.

## Técnicas del arte islámico

### El urbanismo, la arquitectura y su decoración

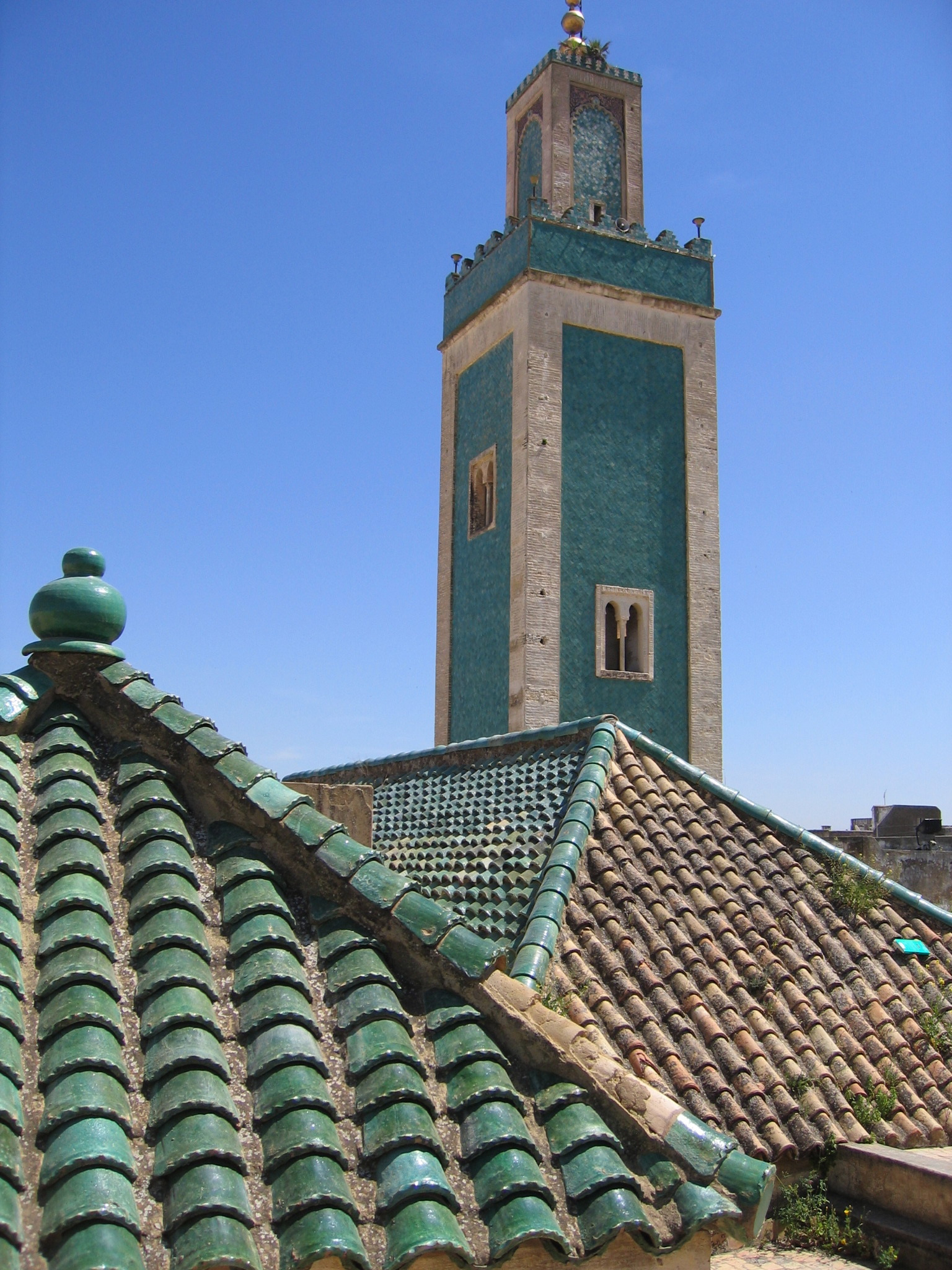
Minarete de Mequinez, Marruecos.

La arquitectura islámica adopta muchas formas diferentes en el mundo islámico, a menudo su relación con la religión musulmana: la mezquita es una de ellas, pero la madraza y los lugares de retiro son también edificios típicos de los países del islam adaptados a la práctica del culto.
Los tipos de edificios varían mucho según los períodos y las regiones. Antes del siglo XIII, en la cuna del mundo árabe, es decir, en Egipto, en Siria, en Irak y en Turquía, casi todas las mezquitas siguen el llamado plano árabe, con un gran patio y una sala de oración hipóstila, pero que varían enormemente en su decoración e incluso en sus formas: en el Magreb las mezquitas adoptaron un plano en «T» con naves perpendiculares a la qibla, mientras que en Egipto y Siria las naves son paralelas. Irán tiene sus propias especificidades como el uso del ladrillo y la decoración en estuco y cerámica, el uso de formas particulares a menudo tomadas del arte Sasánida como los  Iwan (porches de entrada abiertos por un gran arco) y el arco persa. En España, hay más bien un gusto por una arquitectura coloreada con el uso de arcos variados (de herradura, polilobulados, etc.). En Anatolia, bajo la influencia de la arquitectura bizantina, pero también debido a evoluciones específicas en el plano árabe en esta región, se construyeron las grandes mezquitas otomanas de cúpula singular y desproporcionada. En la India mogol los planos se fueron alejando gradualmente del modelo iraní, destacando mucho en sus edificios la cúpula bulbosa.

### El arte del libro

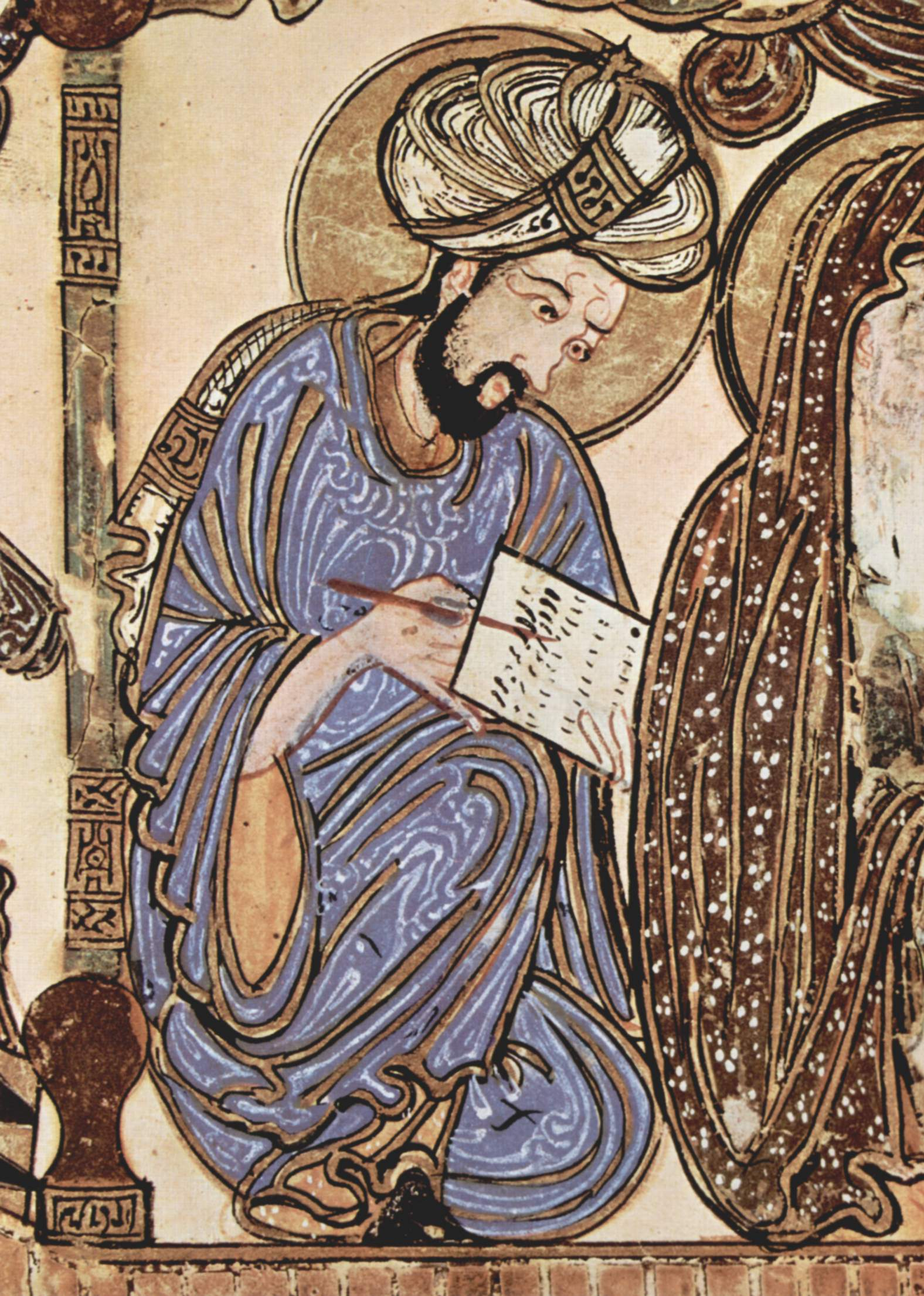
Detalle de una pintura árabe,.

El arte del libro incluye tanto la pintura, la encuadernación, la caligrafía y la iluminación. Es decir, arabescos y dibujos en los márgenes y en los títulos.
Se divide tradicionalmente el arte del libro en tres ámbitos distintos: Árabe para los manuscritos sirios, egipcios, de Jezirah, e incluso otomanos del Maghgreb (pero éstos también pueden ser considerados por separado). Persa para los manuscritos creados en Irán, en particular durante el período mongol. Indio para las obras mogolas. Cada uno de estos ámbitos tiene su propio estilo, dividido en diferentes escuelas, con sus propios artistas y sus convenciones. Las evoluciones son paralelas, aunque parece evidente que ha habido influencias entre las escuelas, e incluso entre zonas geográficas, a través de los cambios políticos y los frecuentes desplazamientos de los artistas.

### Las llamadas artes «menores»

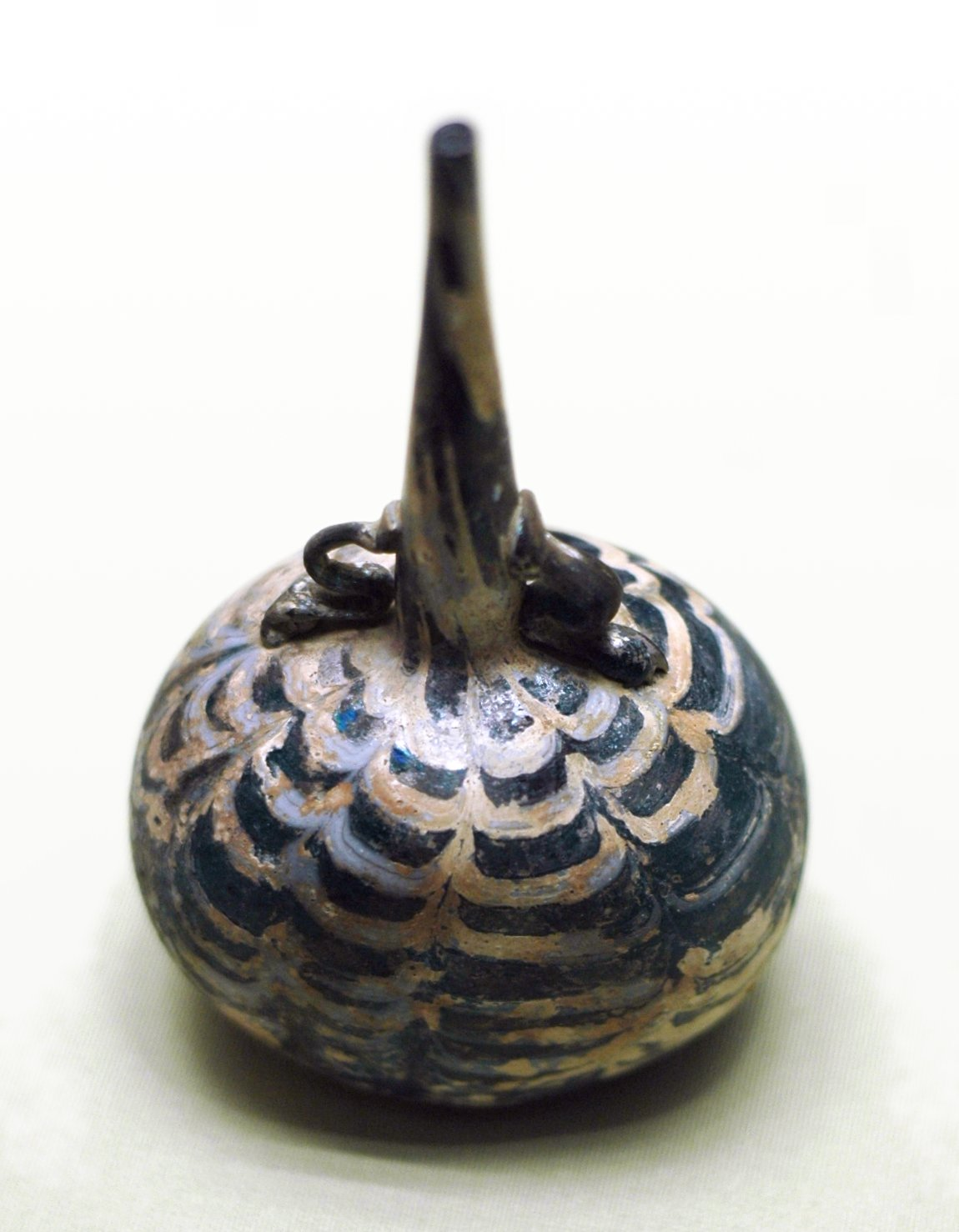
Aspersorio de vidrio soplado, –.

Son conocidas en Europa como artes menores las artes decorativas. Sin embargo, en las tierras del islam, como en muchas culturas de fuera de Europa o antiguas, estas artes se han utilizado ampliamente con fines más artísticos que utilitarios y han alcanzado tal punto de perfección que no se pueden clasificar como artesanía. Por lo tanto, si los artistas islámicos no se interesaron en la escultura por razones principalmente religiosas, nos dejaron pruebas de un ingenio y una maestría notable en las artes del metal, la cerámica, el cristal, y el cristal de roca; y también en piedras duras como la calcedonia, el tallado en madera, la marquetería y el marfil,

## Motivos, temas e iconografía del arte islámico
Cuando se menciona el término arte islámico, a menudo se piensa en un arte sin imágenes compuesto enteramente de motivos geométricos y arabescos. Sin embargo, hay muchas representaciones de figuras en las artes del islam, particularmente en todo aquello que no está comprendido dentro del ámbito de la religión.

### Arte y religión
Las religiones han jugado un papel importante en el desarrollo del arte islámico, que a menudo se ha utilizado con fines sagrados. Se piensa, por supuesto, en la religión musulmana. Sin embargo, el mundo islámico no tuvo una mayoría musulmana hasta el siglo XIII y otras creencias también han desempeñado un papel importante en el islam. El cristianismo, particularmente, en un área que va desde Egipto hasta la actual Turquía. El zoroastrismo, especialmente en el mundo irání. El hinduismo y el budismo en el mundo indio y el animismo en todo el Magreb.

### Arte y literatura

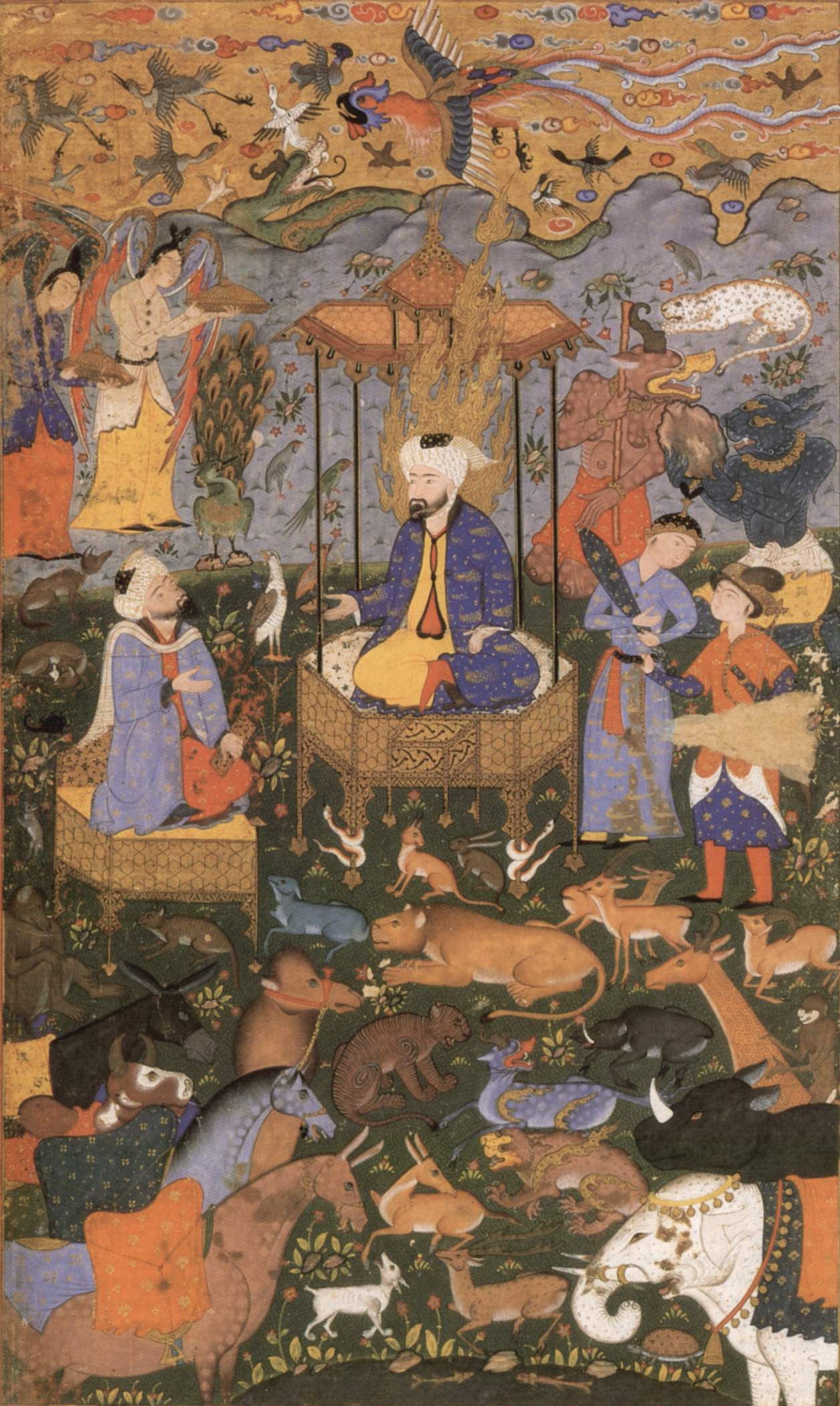
Shahnameh, finales del.

Sin embargo, no todo el arte islámico es religioso, y los artistas también utilizaron otras fuentes, entre ellas la literatura. La literatura persa, como el Shahnamé , la epopeya nacional compuesta a principios del siglo X por el poeta persa Ferdousí, los Cinco Poemas o Jamsé de Nezamí en el (siglo XII), es también una fuente importante de inspiración para muchos motivos que se encuentran tanto en el arte del libro como en los objetos (cerámicas, tapices, etc ). Las obras de los poetas místicos Saadi y Djami también han dado lugar a muchas representaciones. El al-Jami tawarikh , o Historia Universal, compuesta por el visir ilkaní Rashid al-Din a comienzos de siglo XIV ha sido la inspiración de numerosas representaciones en todo el mundo islámico.
La literatura árabe no es la única con representaciones; las fábulas de origen indio Calila y Dimna o el Maqamat de Al-Hariri y otros textos fueron frecuentemente ilustrados en los talleres de Bagdad o Siria.
La literatura científica, como los tratados de astronomía o mecánica también tienen ilustraciones.

### Motivos abstractos y caligrafía

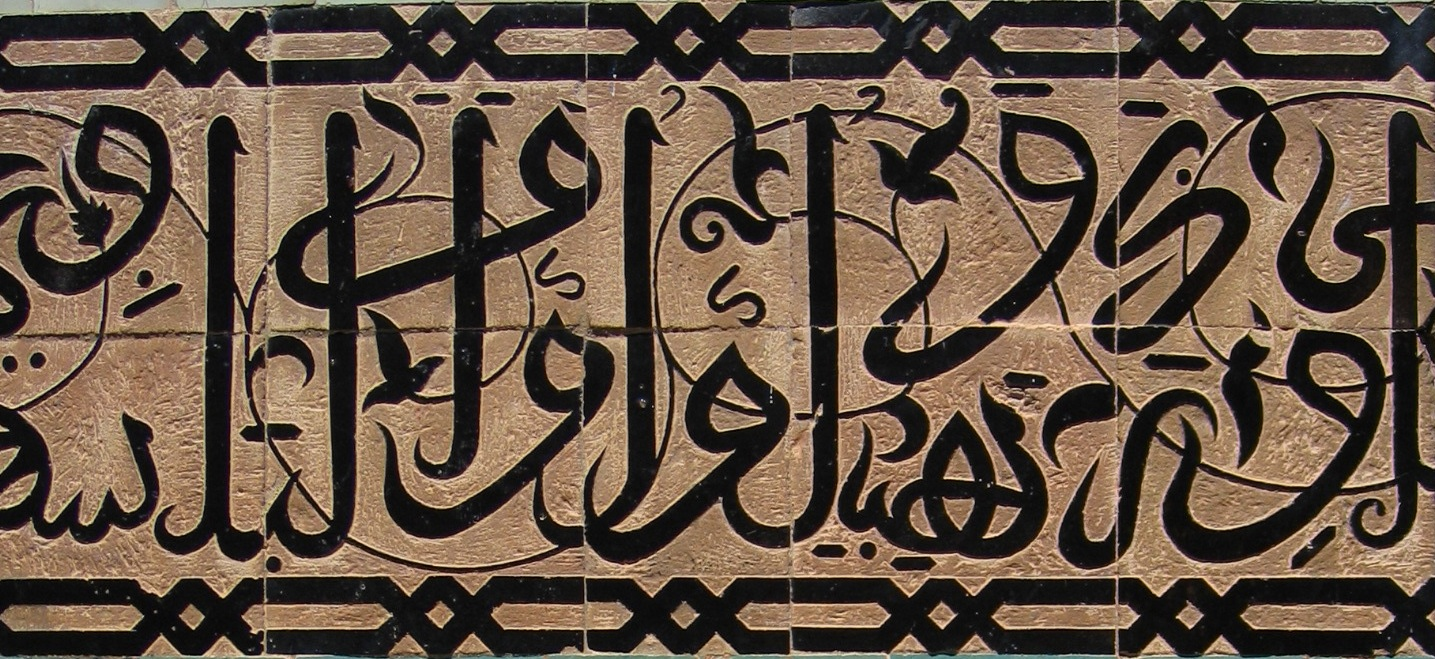
Caligrafía tuluth. Mequinez, Marruecos.

Los motivos decorativos son muy numerosos en este arte y muy variados, desde los motivos geométricos hasta los arabescos. La caligrafía en las tierras del islam está considerada como un arte, incluso sagrado, habida cuenta de que las suras del Corán se consideran como palabras divinas y que las representaciones de los seres vivos están excluidas de los libros y lugares religiosos, la caligrafía merece una atención especial, no solo en el ámbito religioso, sino también en las obras profanas.

### Las representaciones figurativas
A menudo se piensa que el arte islámico es totalmente anicónico, sin embargo, se pueden observar numerosas figuras humanas y animales en la cerámica. Las imágenes religiosas del profeta Mahoma, de Jesús y del Antiguo Testamento así como de los imanes, también dieron lugar a representaciones que, según épocas y lugares, tienen el rostro velado o no. La cuestión de la representación figurativa en el islam es aún hoy muy compleja.

## El conocimiento de las artes del islam en el mundo

### Historiografía del arte islámico
El arte islámico ha sido durante mucho tiempo conocido en Europa gracias a las numerosas importaciones de materiales preciosos (seda, cristal de roca), que se hicieron en la época medieval. Muchos de estos objetos se han convertido en reliquias y se conservan actualmente en los tesoros de las iglesias del mundo occidental. Sin embargo, la historia del arte islámico como una ciencia es una disciplina muy reciente en comparación, por ejemplo, con la de otras artes antiguas. Por otro lado, las excavaciones de arte islámico han sido víctimas a menudo de arqueólogos que deseosos de acceder rápidamente a los niveles más antiguos, saquearon los niveles más modernos.
Nacida en el siglo XIX e impulsada por el movimiento orientalista, esta disciplina evolucionó marcada por muchos vaivenes, debidos a acontecimientos políticos y religiosos mundiales. La colonización, en particular, fomentó el estudio de algunos países - así como la aparición de colecciones europeas y americanas -, pero períodos enteros de la historia han quedado olvidados. Del mismo modo, la Guerra Fría, ha ralentizado considerablemente el estudio de las artes del islam, impidiendo la difusión de estudios y descubrimientos.

### Grandes colecciones de arte islámico

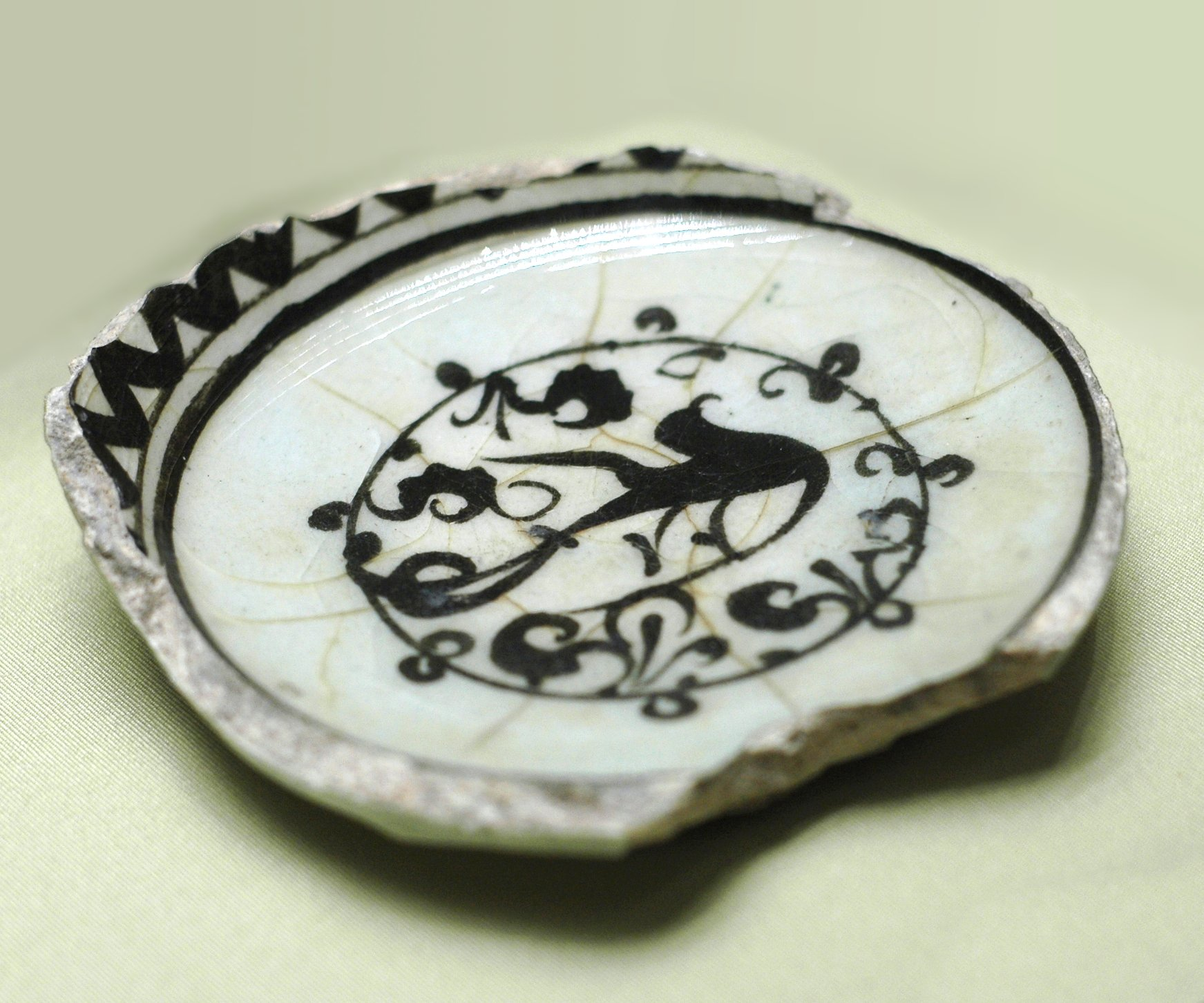
Tiesto de las aves, Siria, de principios de, Museo del Louvre.

Como sucede a menudo, las grandes colecciones de arte islámico están más bien en el mundo occidental, en el Museo del Louvre, Museo Metropolitano de Arte, Museo Británico y Victoria and Albert Museum en particular. Sin embargo, existen colecciones en otros lugares, entre ellas las del Museo de arte islámico de El Cairo, Egipto, o el Museo de Arte Islámico de Doha, Catar. La Fundación Gulbenkian Lisboa y la colección Khalili también conservan numerosas piezas. Los museos americanos, como la Galería Freer de Washington, tienen fondos muy importantes, tanto de objetos como de manuscritos. El Museo Corning del Vidrio de Nueva York posee una de las colecciones de vidrios islámicos más grande del mundo. En cuanto a los manuscritos, tenemos que señalar grandes bibliotecas como la British Library o la Biblioteca Nacional de Francia, cuyos fondos orientales están bastante completos aunque los museos conservan también páginas ilustradas y manuscritos.

### Grandes lugares arqueológicos del arte islámico
Se están haciendo muchos progresos en el estudio de la producción de objetos y de la arquitectura islámica más antigua, especialmente en Irak, Samarra o Susa o incluso en el El Cairo. A pesar del contexto actual, los principales yacimientos están siendo excavados en todo el mundo islámico desde Pakistán hasta el Magreb.

### En España
- Arte hispanomusulmán
- Arte emiral y califal: Arte musulmán de España de la época del emirato y el califato de Córdoba.
- Arte taifa
- Arte almorávide
- Arte almohade
- Arte nazarí
- Arte mudéjar